# Alba Del Monte
Alba Del Monte, née le 8 août 1975 à Séville, est une actrice pornographique espagnole.

## Biographie
Elle commence en 1997 par envoyer un film amateur avec son petit ami au distributeur "Fisgón Club". Elle joue essentiellement pour un studio espagnole "International Film Grup".
En 1999 elle s'essaie à l'étranger comme les États-Unis, elle reçoit plusieurs prix pour une scène avec Rocco Siffredi.

## Récompenses & nominations
Récompenses
- 2000 : AVN Award – Best Sex Scene in a Foreign Shot Production – "When Rocco Meats Kelly 2" avec (Kelly Stafford, Rocco Siffredi & Nacho Vidal)
- 2000 : XRCO Awards – Anal or D.P. Sex Scene – "When Rocco Meats Kelly 2"

nominations
- 2000 : Hot d'or nommée – Best European New Starlet

## Filmographie sélective
- 3's Cumpany 2 (2005)
- Art Of Sex (2003)
- Bimbo Bangers From Barcelona (1998)
- Bulls and Milk (2000)
- Buttman's Bend Over Babes 5 (2001)
- Buttman's Show Off Girls (2002)
- Cherry Poppers The College Years 11: Cram Session (1999)
- Coed Cocksuckers 16 (1999)
- Doncella Caliente (1999)
- Four Sex Rooms	(2000)
- Goya: La Maja Desnuda (1998)
- In Your Face 5	(1998)
- Misty Rain's Lost Épisodes 2 (2004
- Pasion espanola (1999
- Rocco's Sexual Superstars (2000)
- Sex Appeal (Il Portiere di Gnocche) (2000)
- Sexual Society 2: Push It Through (1999)
- Taxi Hard (1999)
- When Rocco Meats Kelly 2 (1999)
- Sexo en Sevilla
- Sueño y realidad en Sevilla capital, 1997 (para Fisgón Club)